# Егия-Капай
Егия-Капай — синагога в Евпатории. Находится по адресу улица Просмушкиных, 34 / улица Красноармейская, 27-29. Здание построено в 1912 году по проекту архитектора Адама Генриха. Памятник архитектуры.

## История
Строительство синагоги было начато в воскресенье 12 июня 1911 года (по старому стилю). На постройку синагоги Евпаторийская городская дума выделила 6 тысяч рублей. При основании было заложено три камня: городским головой А. И. Нейманом, М. С. Шером и Б. М. Шишманом, которые пожертвовали 1200 рублей на строительство. Архитектором проекта выступил Адам Генрих. Первая общественная молитва в построенном здании состоялась в воскресенье 19 августа 1912 года.
Прихожанином синагоги был отец советского поэта Ильи Сельвинского — Лейба Селевинский.
В 1930 году советские руководители города закрыли синагогу. После обретения независимости Украины в 1992 году здание передали еврейскому национально-культурному обществу. После проведения реставрационных работ в 2003 году синагога была вновь открыта.
В 2011—2012 годах на прилегающей территории синагоги было открыто кафе национальной еврейской кухни «Йоськин кот».
19 октября 2012 года религиозное объединение общин прогрессивного иудаизма Симферополя, Украины и Евпаторийская религиозная община прогрессивного иудаизма провела в синагоге торжественную молитву в честь столетия со дня постройки.
9 июня 2017 года в синагоге была открыта символическая Малая Стена Плача.

## Архитектура
Алтарная часть ориентирована не на Иерусалим, а по оси восток-запад. Здание построено в базиликальной форме. Металлические столбы, расположенные двумя рядами делят внутреннее пространство на три нефа. Над боковым нефом и входом имеется хоры. Центральный неф выделялся и имел двухскатную кровлю. Здание выстроено из жёлтого мамайского известняка. В кладке чередуются узкие и широкие ряды.

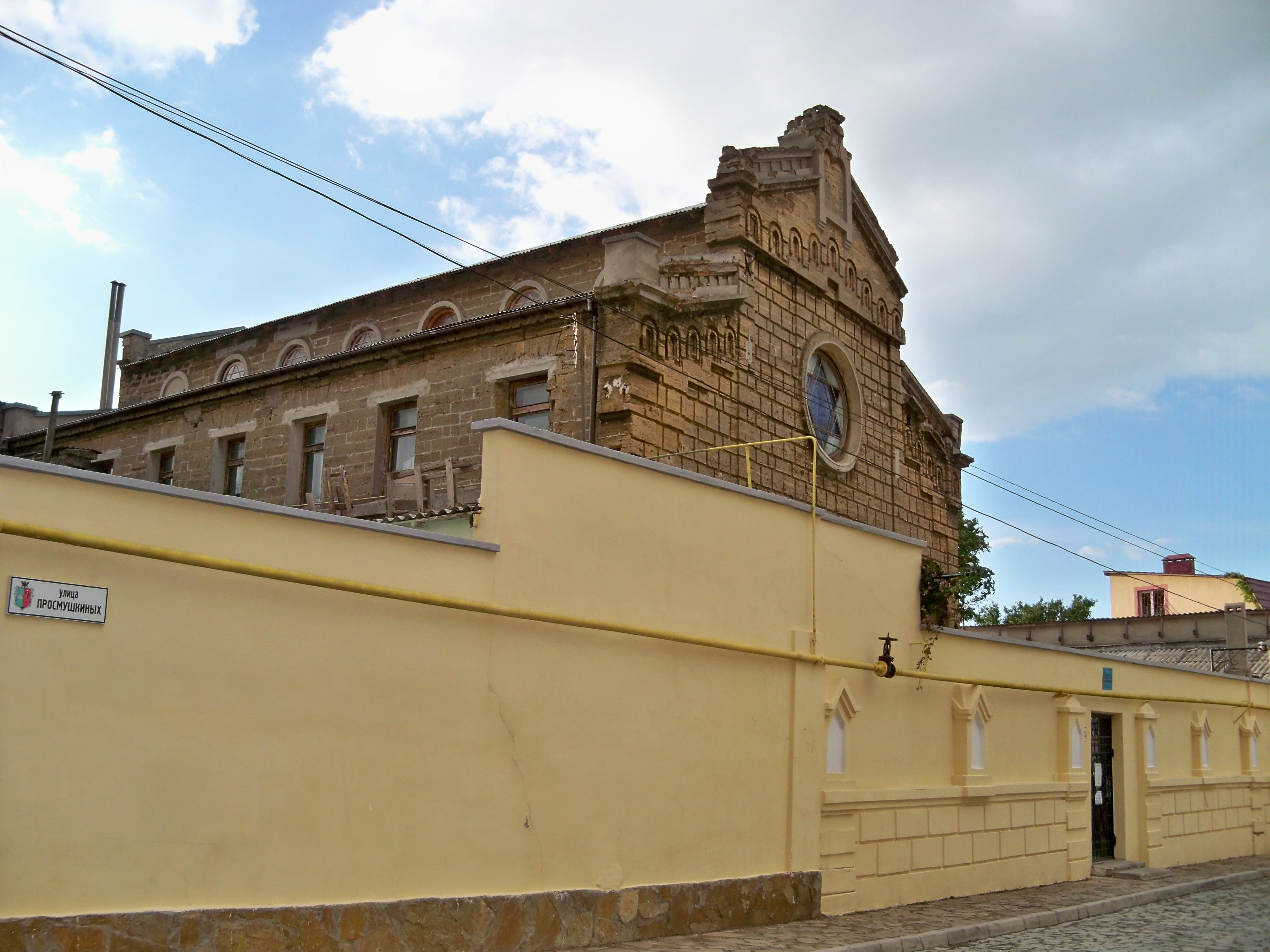
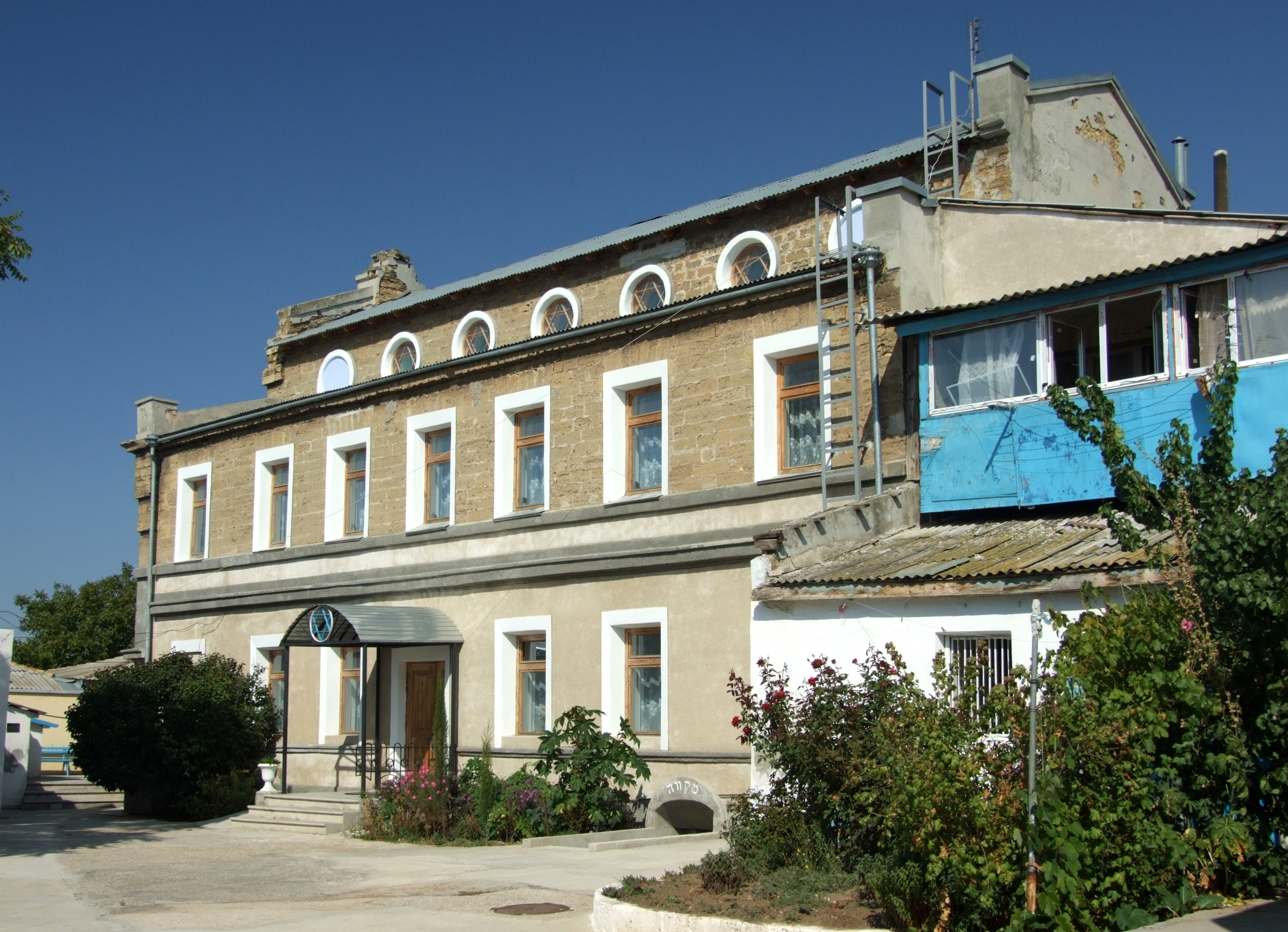
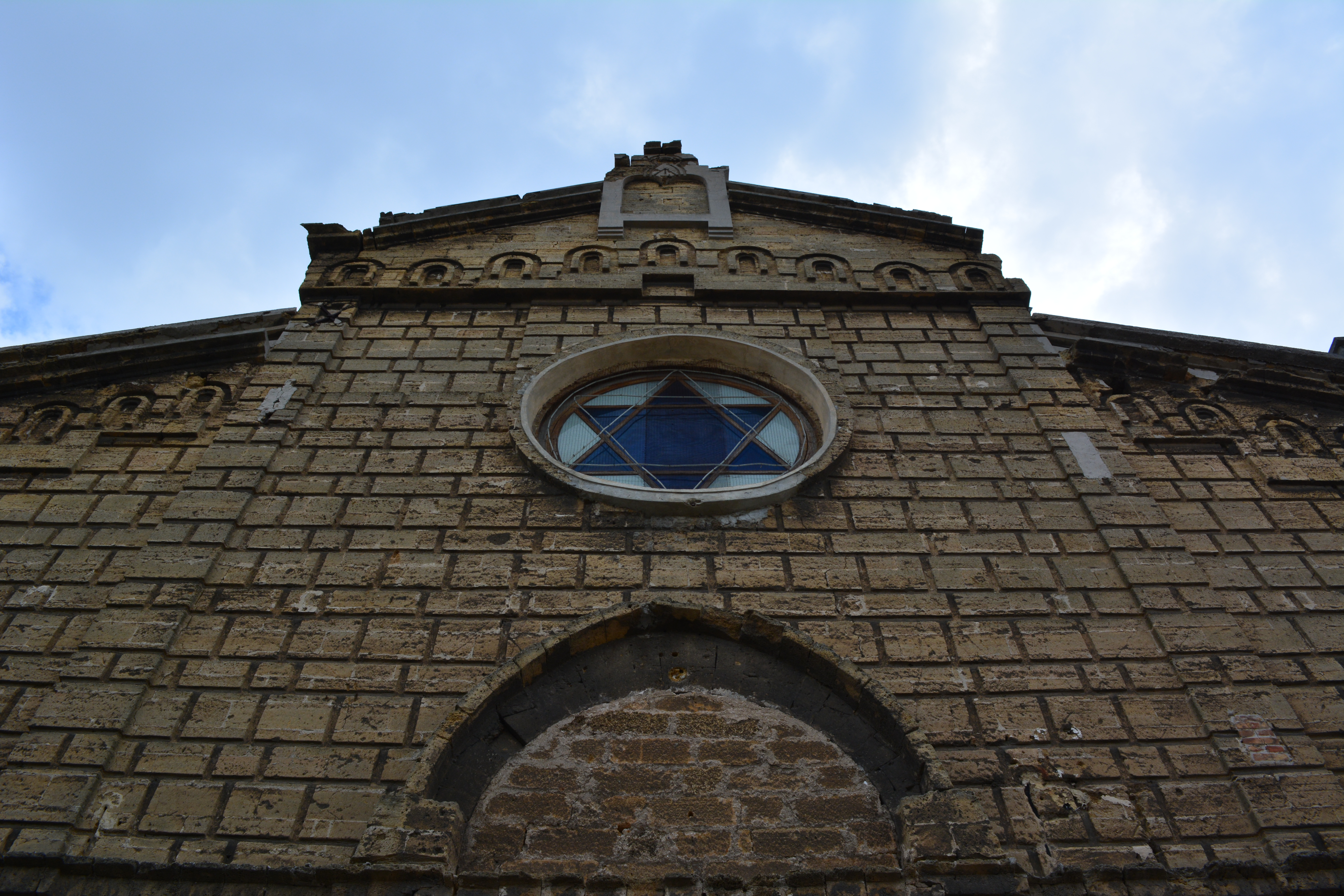
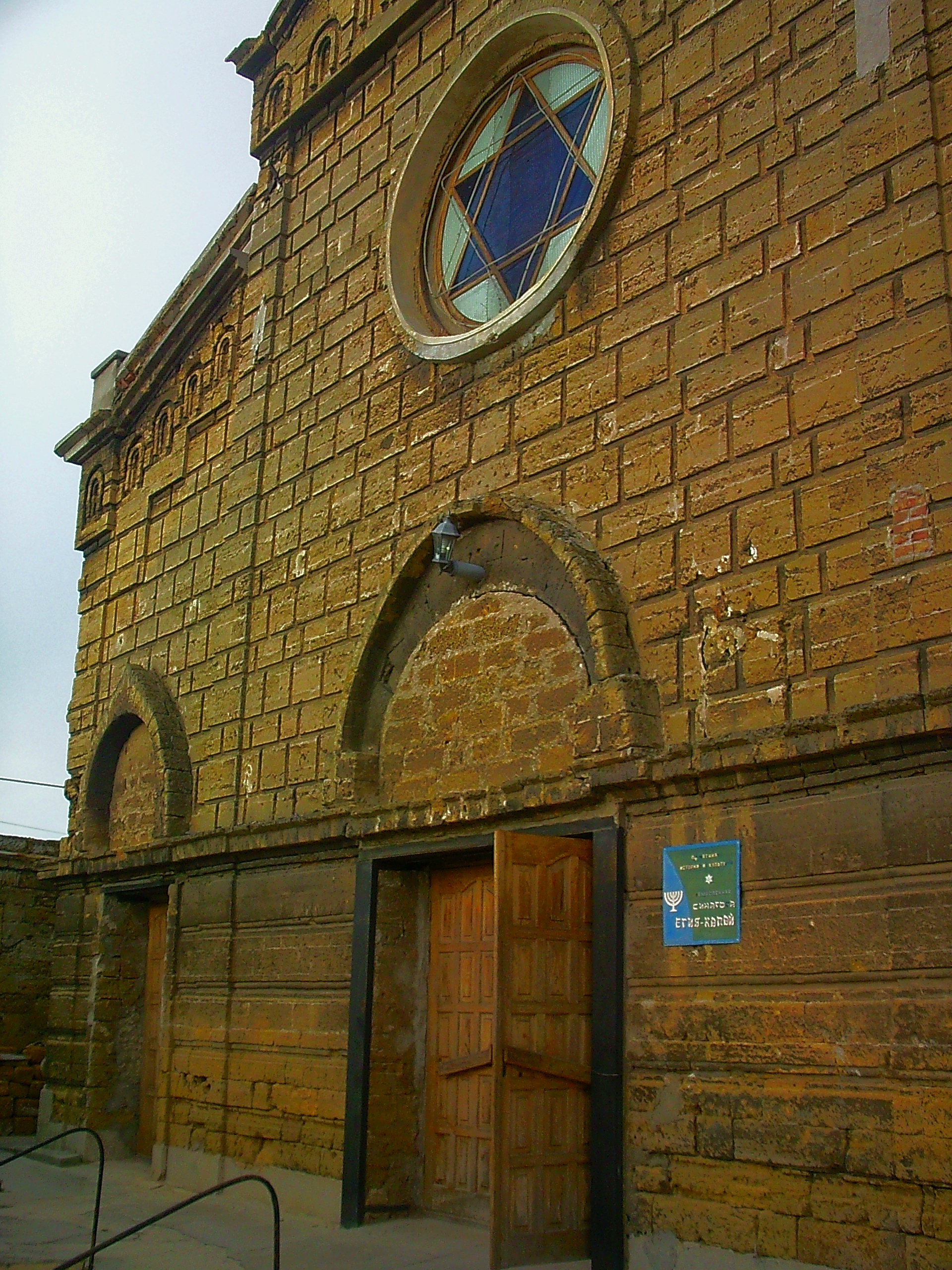
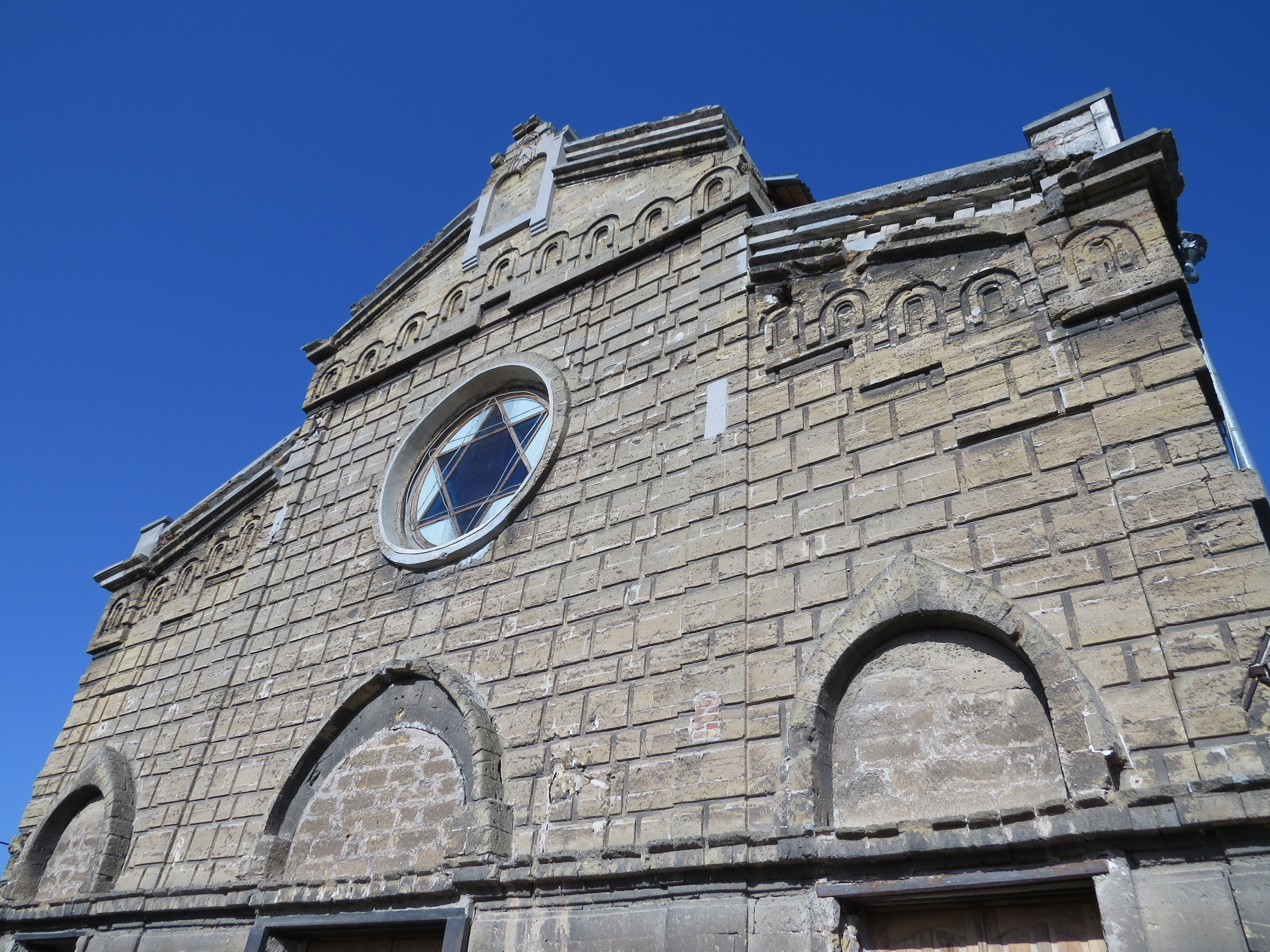

## В культуре
Макет здания находится в Бахчисарайском парке миниатюр.